# San Cassiano
San Cassiano is een gemeente in de Italiaanse provincie Lecce (regio Apulië) en telt 2189 inwoners (31-12-2004). De oppervlakte bedraagt 8,6 km², de bevolkingsdichtheid is 255 inwoners per km².

## Demografie
San Cassiano telt ongeveer 787 huishoudens. Het aantal inwoners daalde in de periode 1991-2001 met 1,8% volgens cijfers uit de tienjaarlijkse volkstellingen van ISTAT.
| Jaar | Inwoneraantal |
| ---- | ------------- |
| 1991 | 2263          |
| 2001 | 2223          |

## Geografie
San Cassiano grenst aan de volgende gemeenten: Botrugno, Nociglia, Poggiardo, Sanarica, Scorrano, Surano.

## Impressie

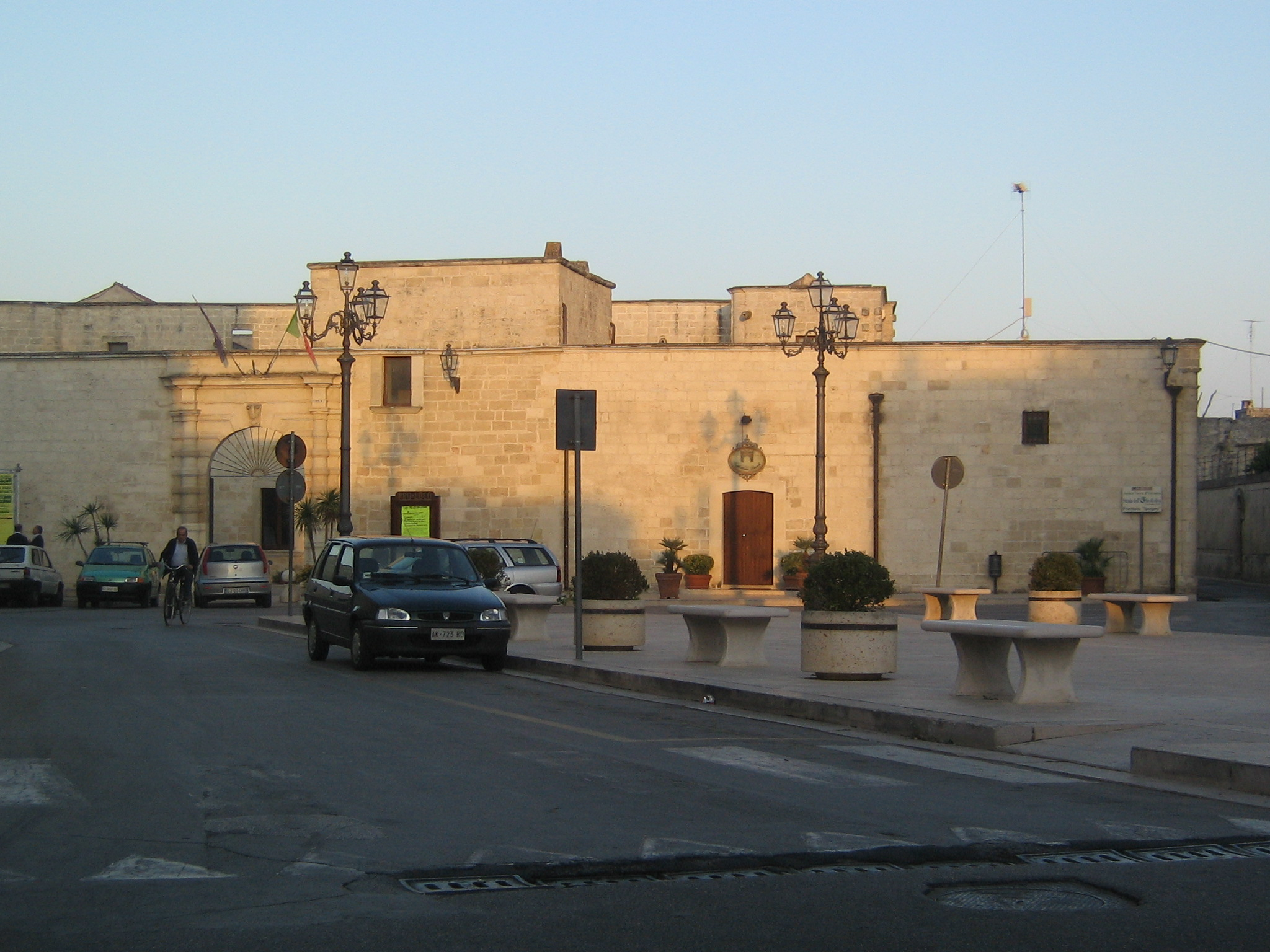
Palazzo Baronale
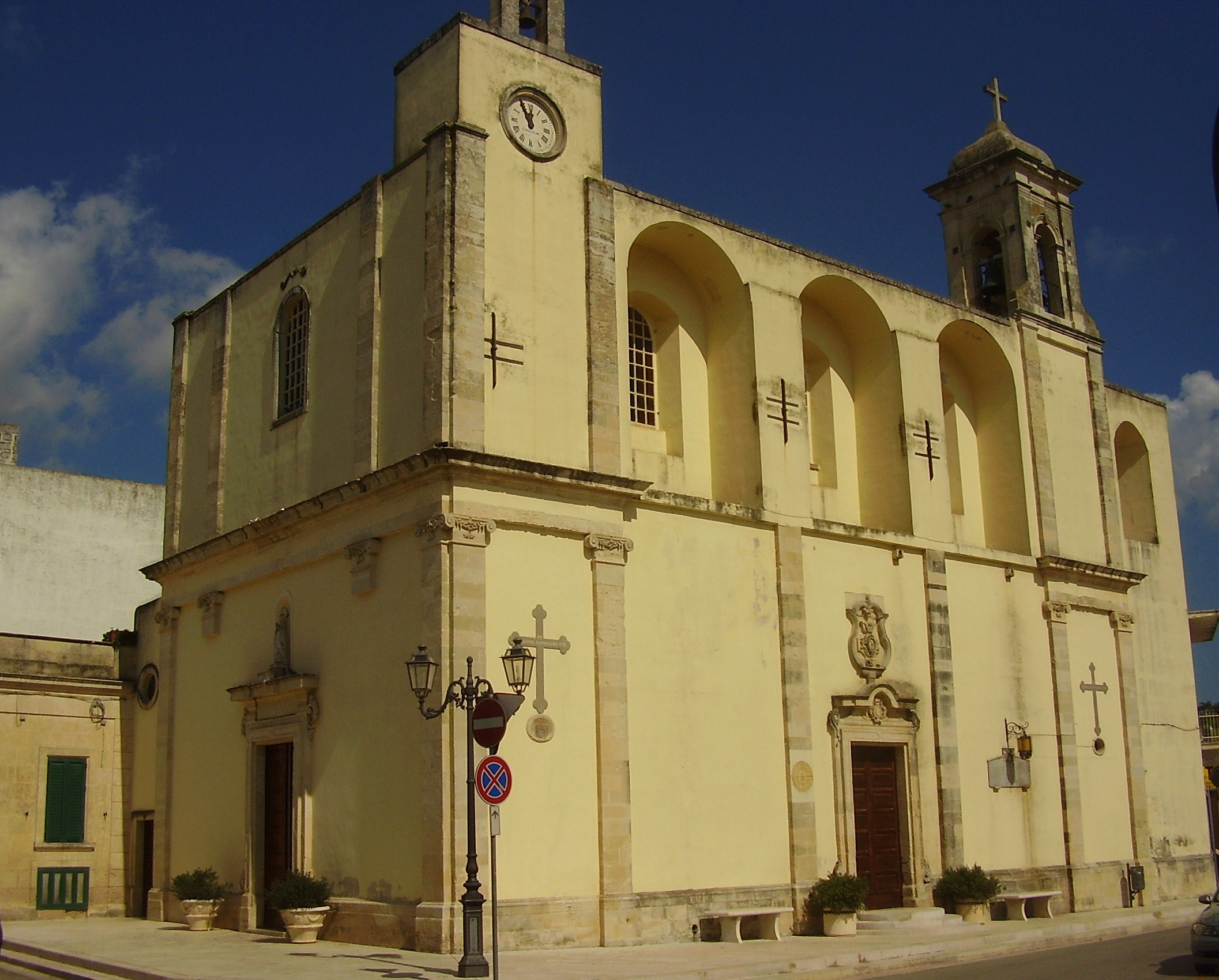
Hoofdkerk van San Cassiano
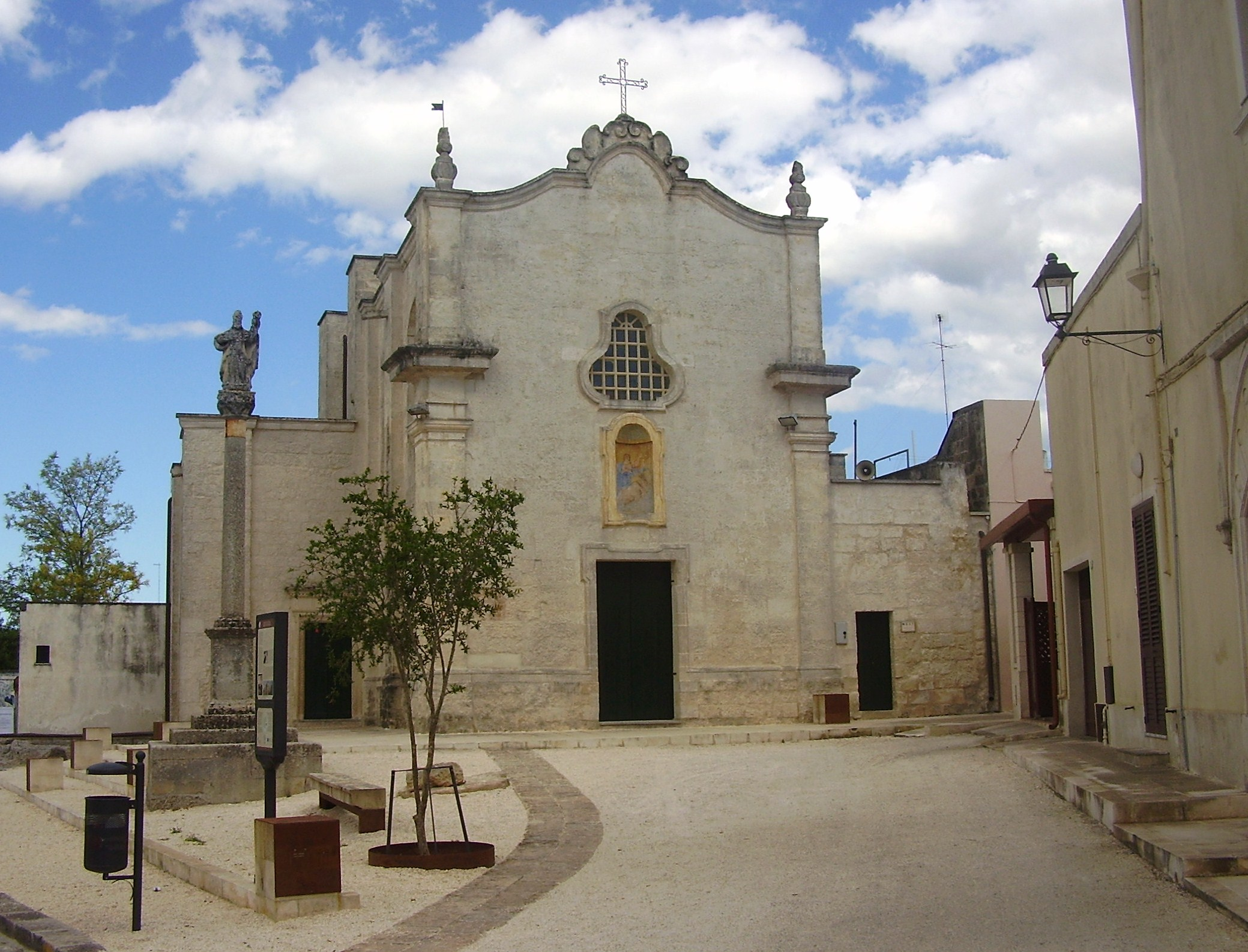
kerk Madonna Assunta
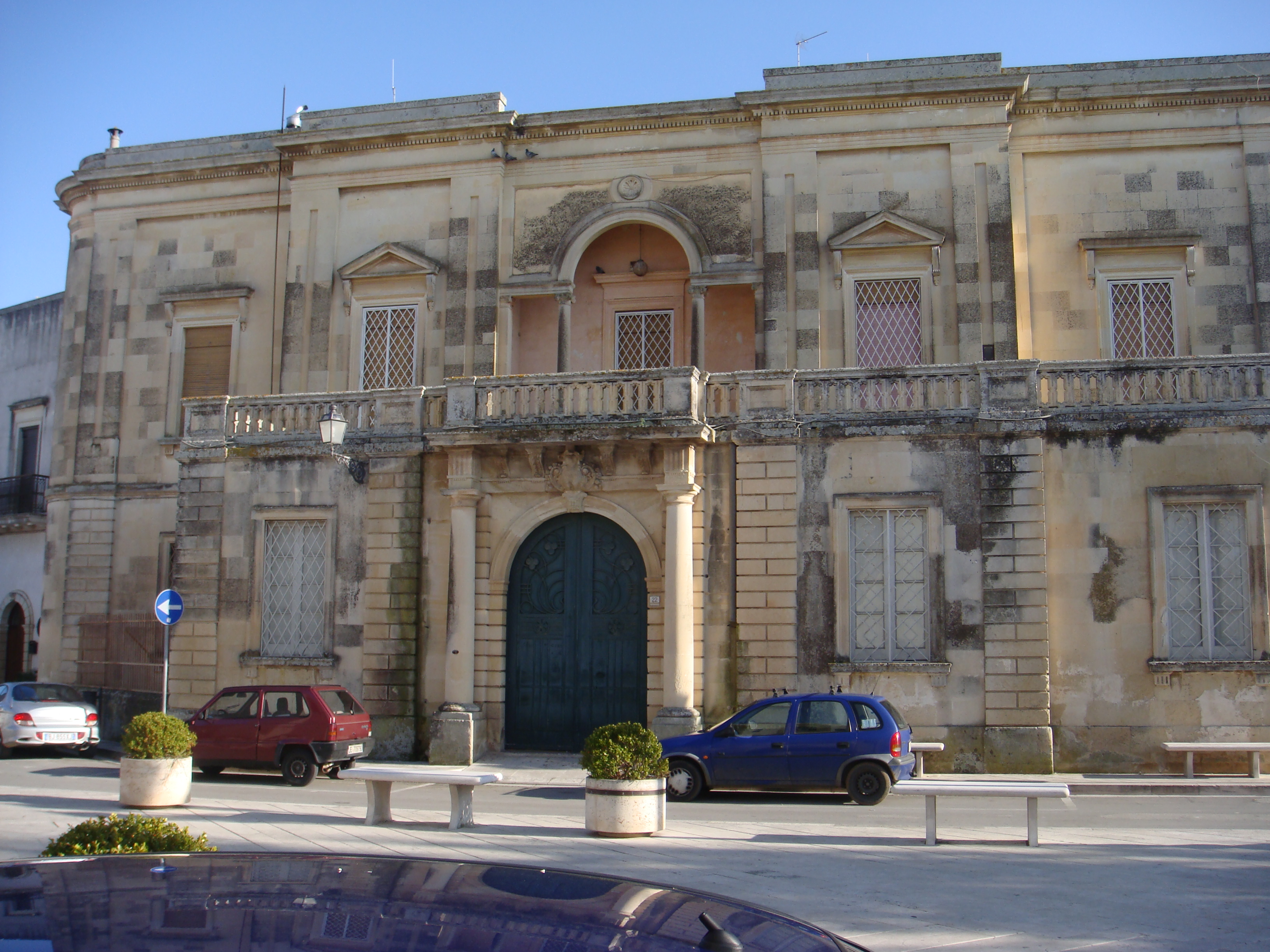
Gemeentehuis